# Fotocrom

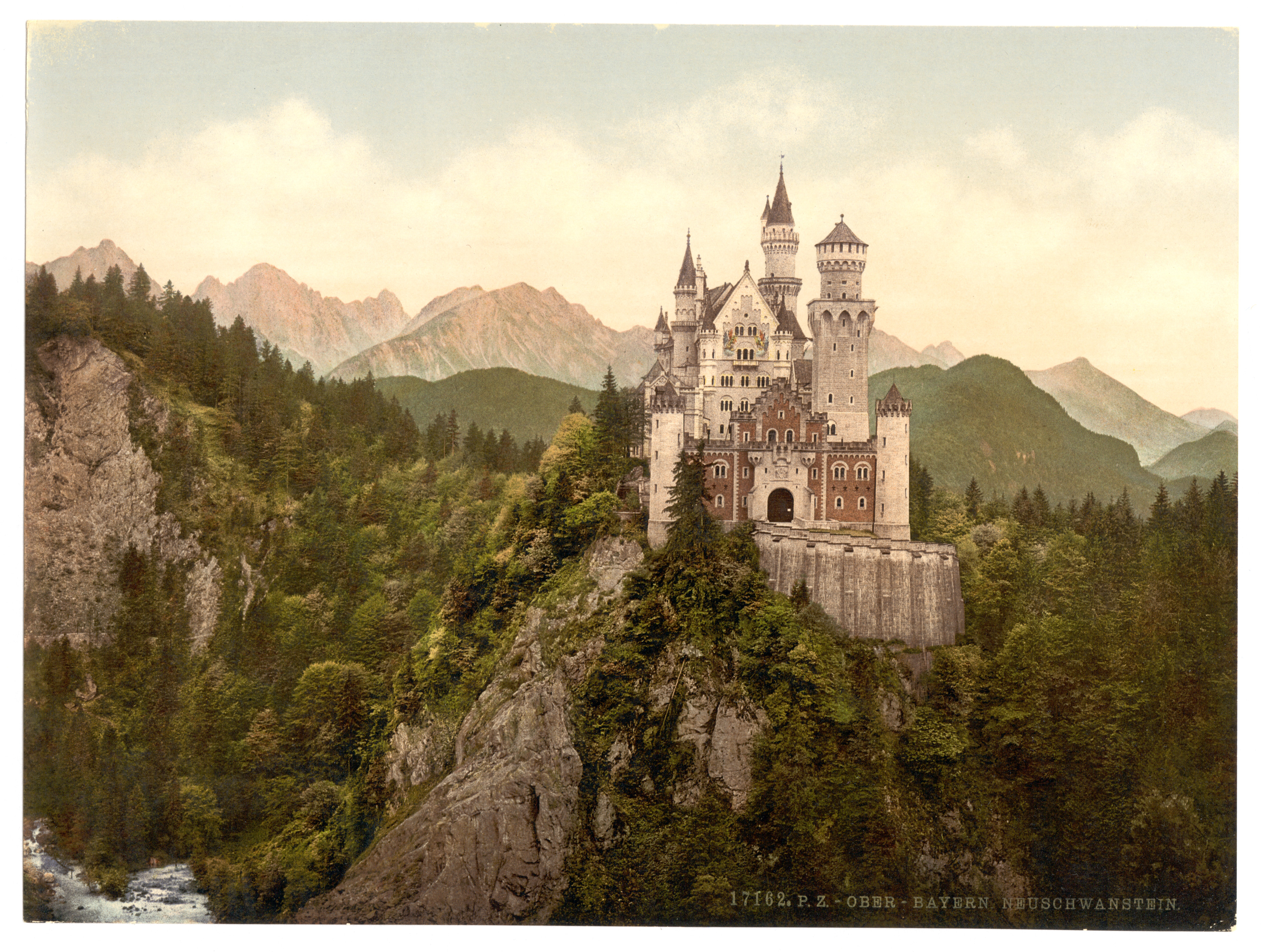
Impressió fotocroma de la dècada de 1890 del Castell de Neuschwanstein (Baviera, Alemanya).

El fotocrom és un procés per a produir imatges en color a partir de negatius fotogràfics en blanc i negre i que es duu a terme a través de la transferència fotogràfica directa d'un negatiu a planxes d'impressió litogràfica. Aquesta tècnica és una variant fotogràfica de la cromolitografia, un terme més ampli que fa referència a la litografia de color en general.

## Història
El procés va ser inventat en la dècada de 1880 per Hans Jakob Schmid (1856–1924), un empleat de l'empresa suïssa Orell Gessner Füssli —una empresa d'impressió la història de la qual va començar el segle XVI. Füssli va fundar la societat anònima Photochrom Zürich (després rebatejada com a Photoglob Zürich AG) com a vehicle empresarial per l'explotació comercial del procés, i avui dia ambdues empreses (Füssli i Photoglob) continuen existint. A mitjans de la dècada de 1890, la llicència del procés va ser adquirida per altres empreses, inclosa l'estatunidenca Detroit Photographic Company (fent-lo la base del seu procés prostint), i la londinenca Photochrom Company of London.
L'apogeu de la popularitat del fotocrom es va produir durant la dècada de 1890, quan la fotografia en color ja s'havia desenvolupat però encara era impracticable a nivell comercial.
El 1898 el Congrés dels Estats Units va declarar el Private Mailing Card Act, el qual permetia que ja no fos l'Oficina Postal l'única entitat que tenia capacitat sobre la impressió de postals, sinó que obria la producció de postals per part d'editors privats. Aquestes podien ser enviades per correu a un centau cadasuna, mentre que la taxa per les cartes era de dos centaus. A partir d'aquell moment els editors van crear milers d'impressions fotocromes, sobretot de ciutats o paisatges, que van vendre com a postals. En aquest format, les reproduccions fotocromes van esdevenir molt populars.
Després de la Primera Guerra Mundial, que va posar fi a la bogeria per la recollida de targetes postals per la tècnica del fotocrom, la principal aplicació d'aquest procés va passar a ser per a cartells i reproduccions d'art. L'última impressora fotocrom va operar fins al 1970.

## Procés
El procés consistia a revestir una rajola de pedra calcària litogràfica —anomenada pedra litogràfica— amb una superfície fotosensible composta d'una capa prima de betum purificat dissolt en benzè. A continuació, un treballador premia un negatiu a mig to invertit contra el recobriment i l'exposava a la llum solar entre 10 i 30 minuts en època d'estiu, o fins a diverses hores en períodes hivernals. La imatge sobre el negatiu depenia de la quantitat de llum que requeia sobre tota l'àrea del recobriment, que provocava un enduriment desigual del betum en proporció a la llum rebuda. El treballador llavors utilitzava un solvent com l'aiguarràs per treure el betum no endurit i retocava l'escala tonal del color escollit per enfortir o suavitzar la imatge segons es volia. Això oferia com a resultat imatges impreses sobre la pedra del betum. Cada tint era aplicat utilitzant una pedra separada que duia la imatge retocada apropiada. L'empremta acabada es produïa utilitzant com a mínim sis pedres de color, malgrat que el més habitual era fer-ne servir entre 10 i 15.

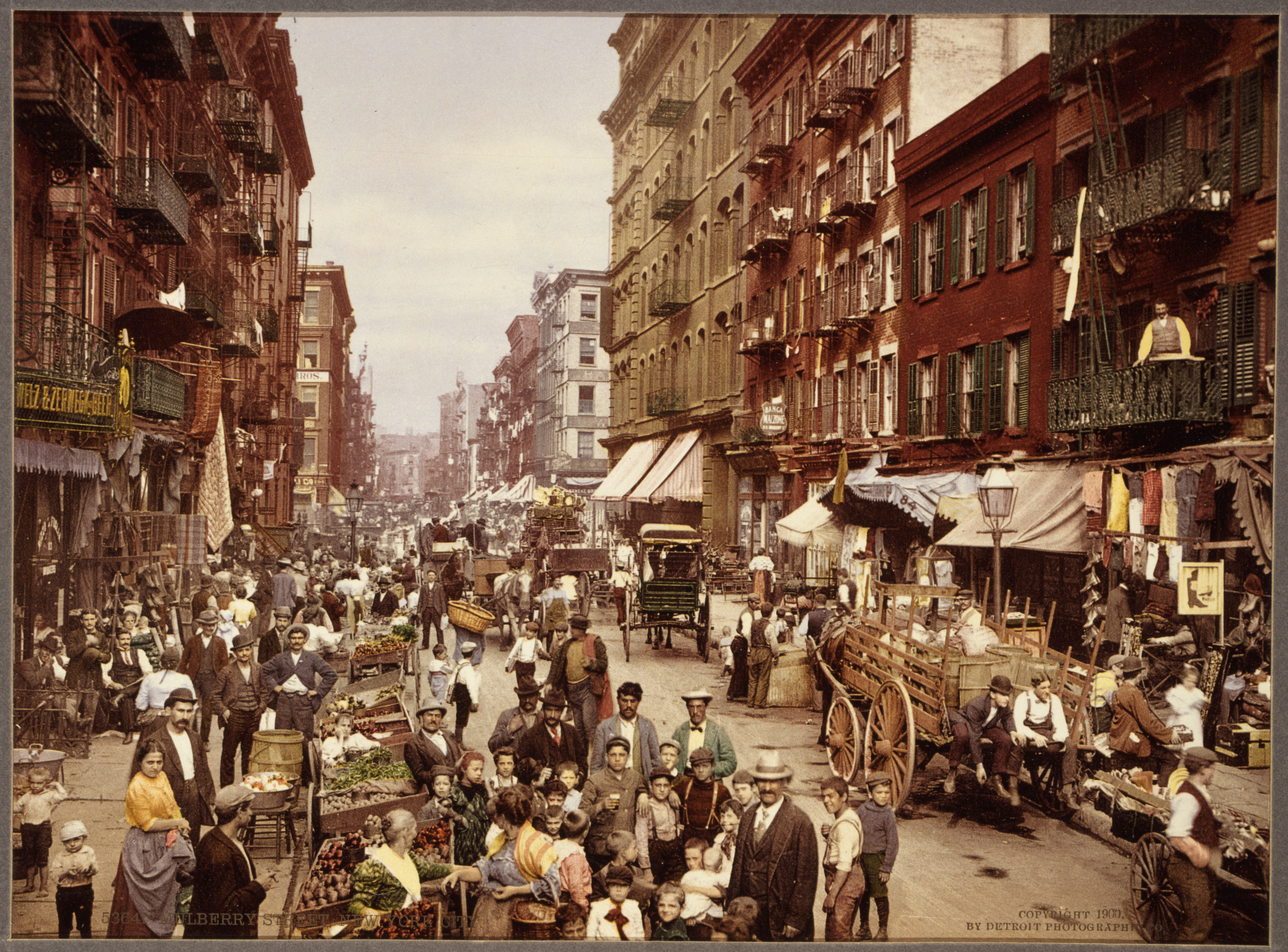
Un fotocrom de Mulberry Street (Nova York) al voltant de 1900, el qual mostra la coloració característica del procés.
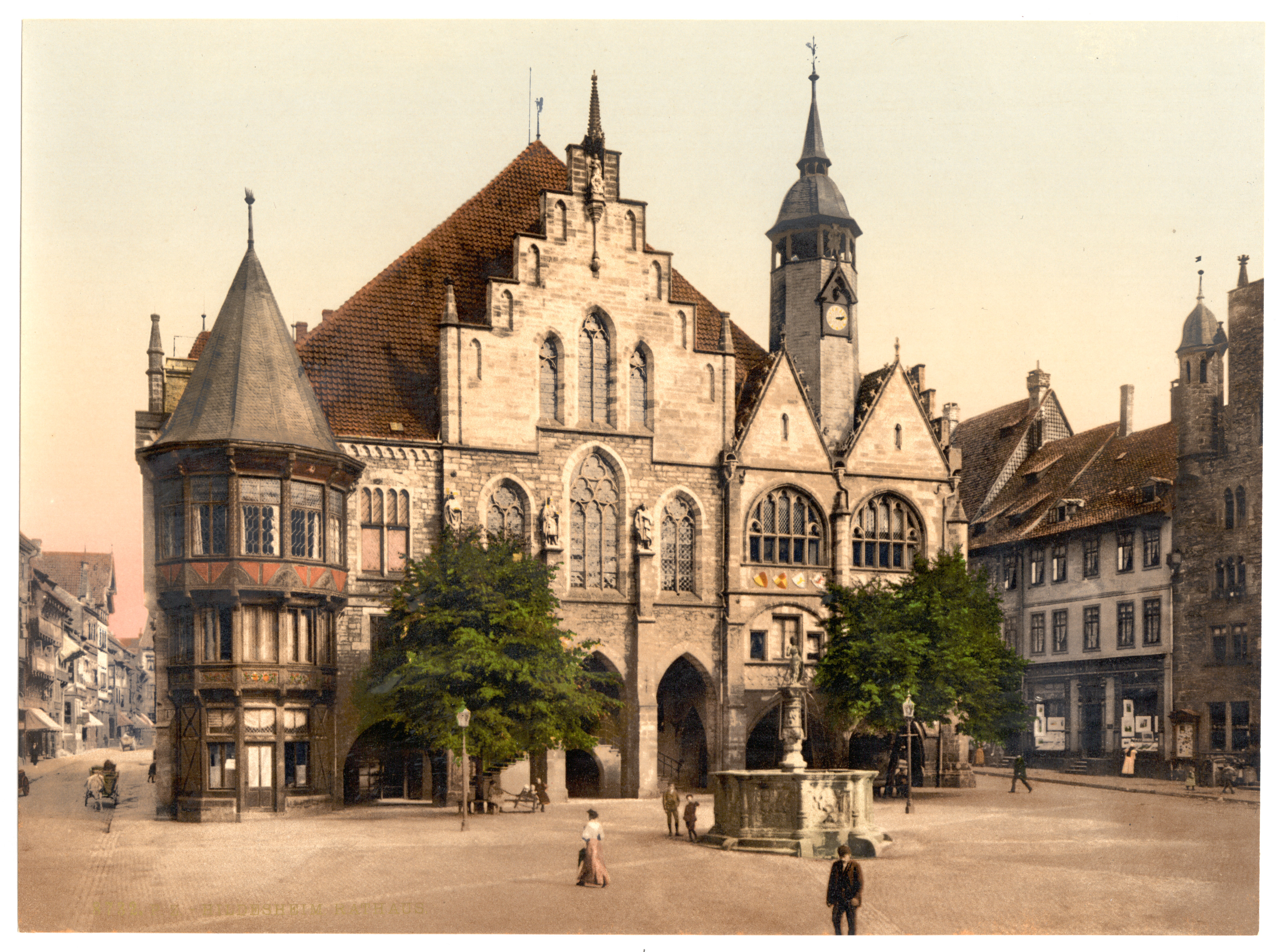
Un fotocrom de l'ajuntament de Hildesheim de la dècada de 1890,en què es van utilitzar menys planxes de color.
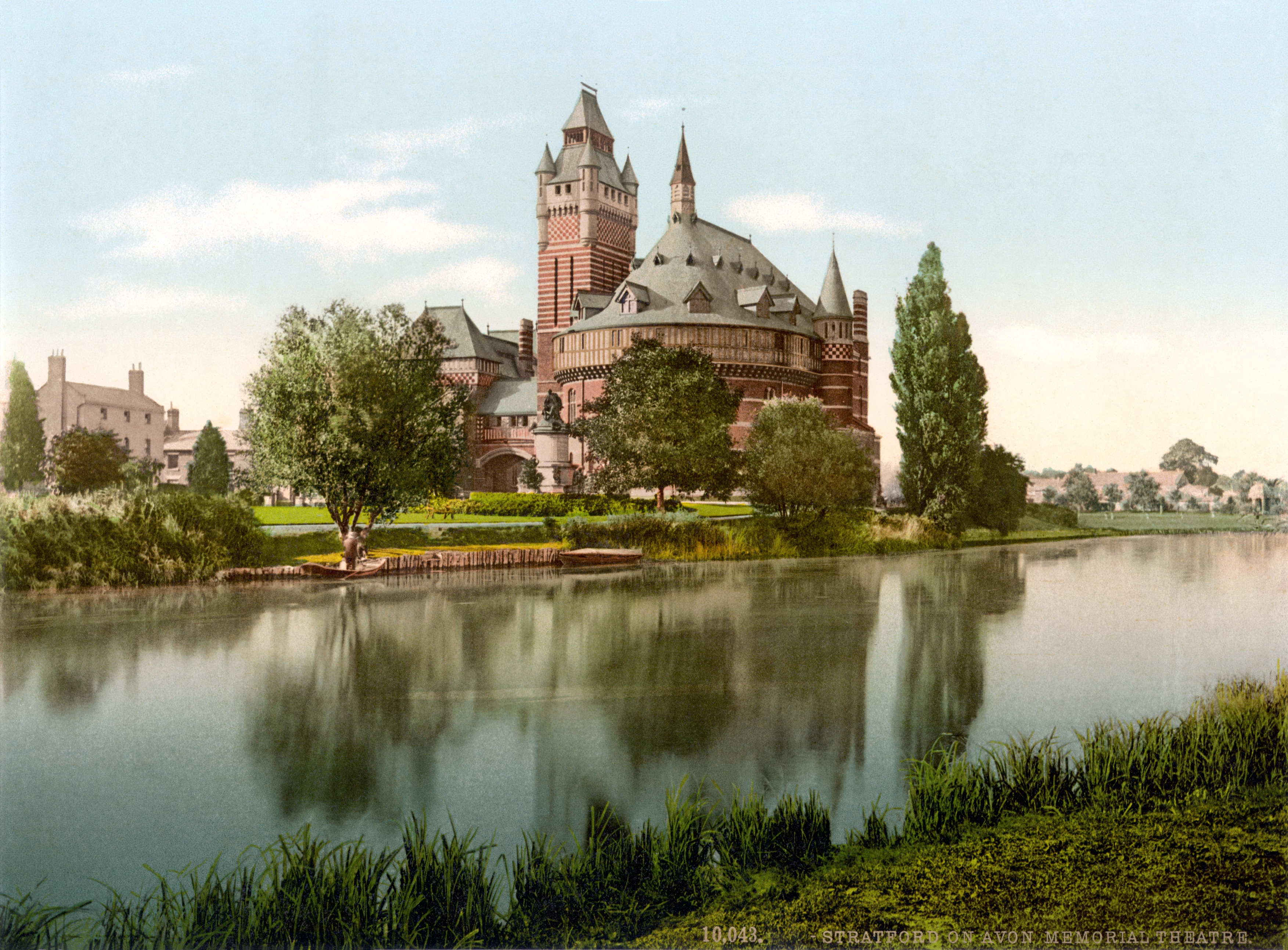
Fotocrom del Shakespeare Memorial Theatre (Stratford-upon-Avon, Anglaterra), c. 1890–1900.
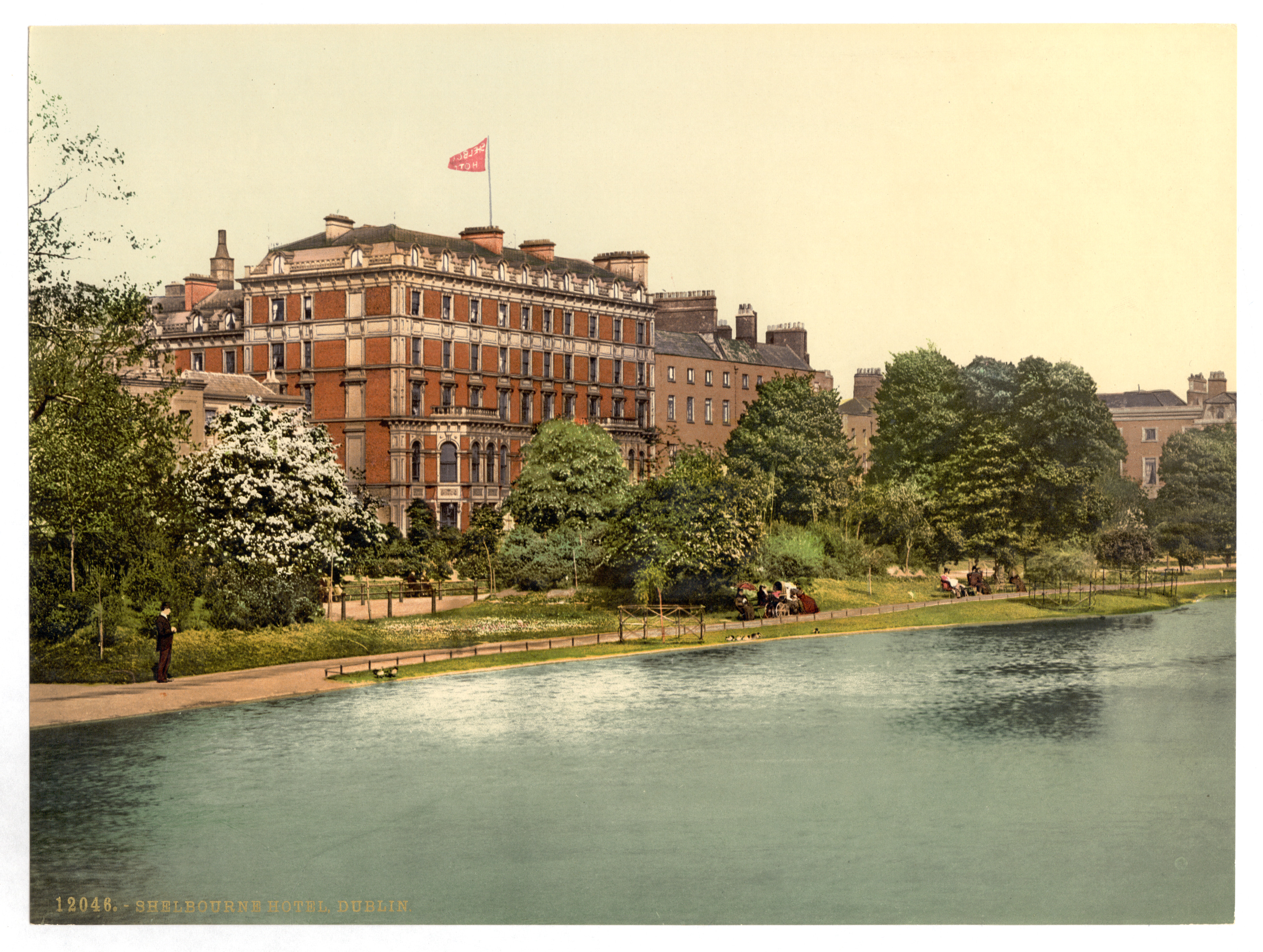
Un fotocrom del Shelbourne Hotel de vora l'any 1900.
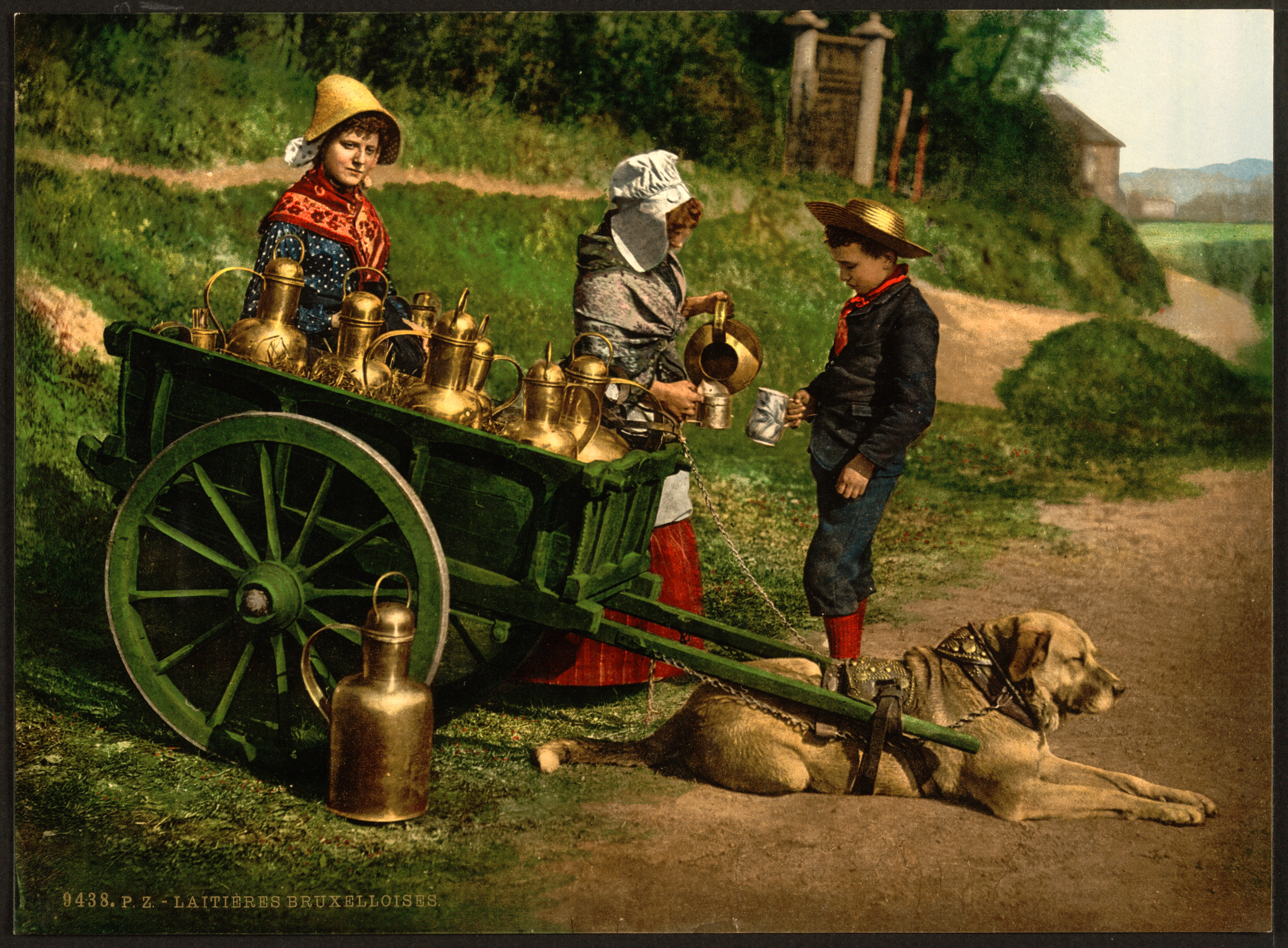
Un fotocrom de venedors ambulants de llet belgues amb el seu gos, c. 1890–1900.
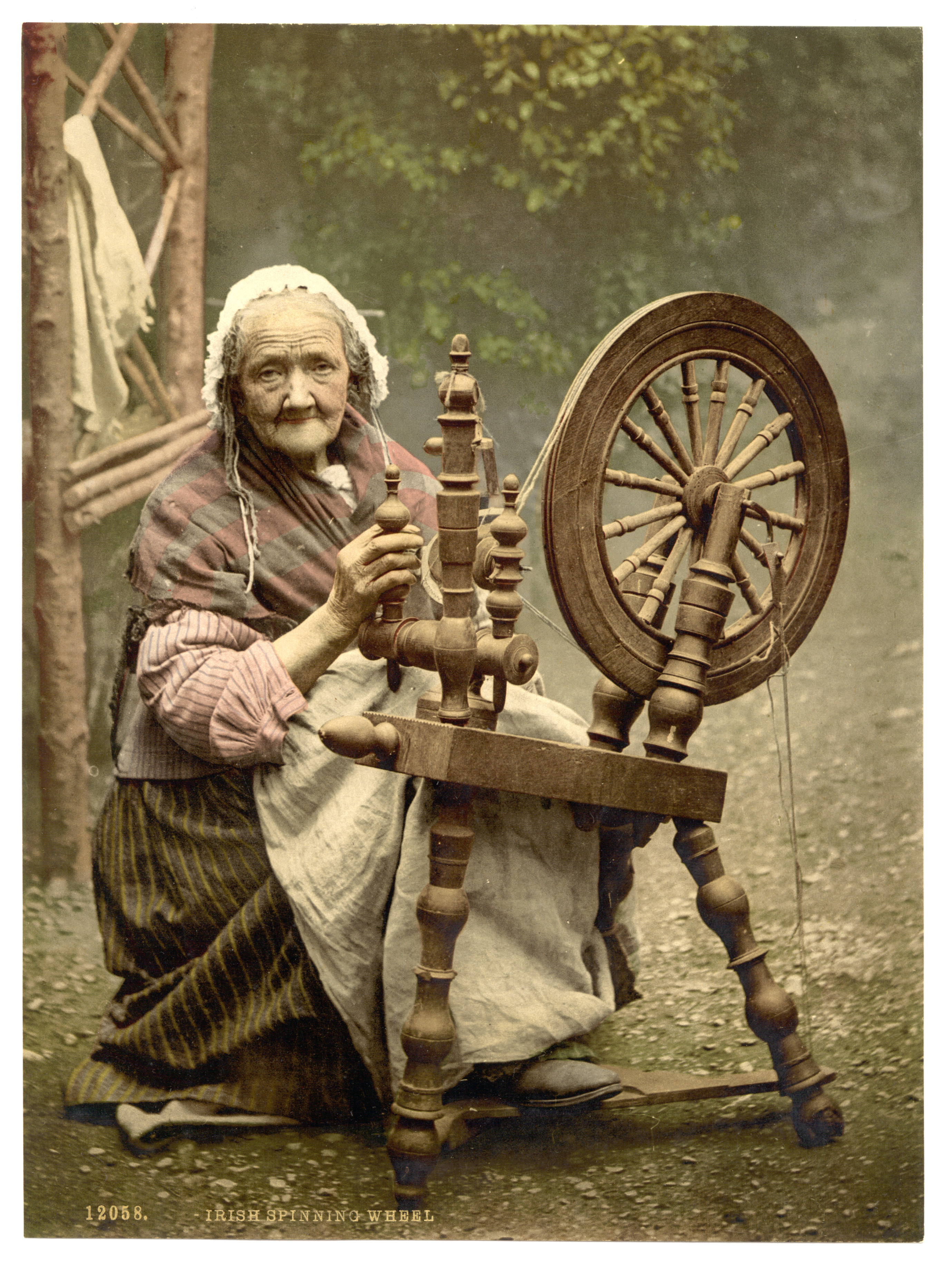
Un fotocrom d'una anciana irlandesa que fa servir una filosa (Comtat de Galway, Irlanda), c. 1890.
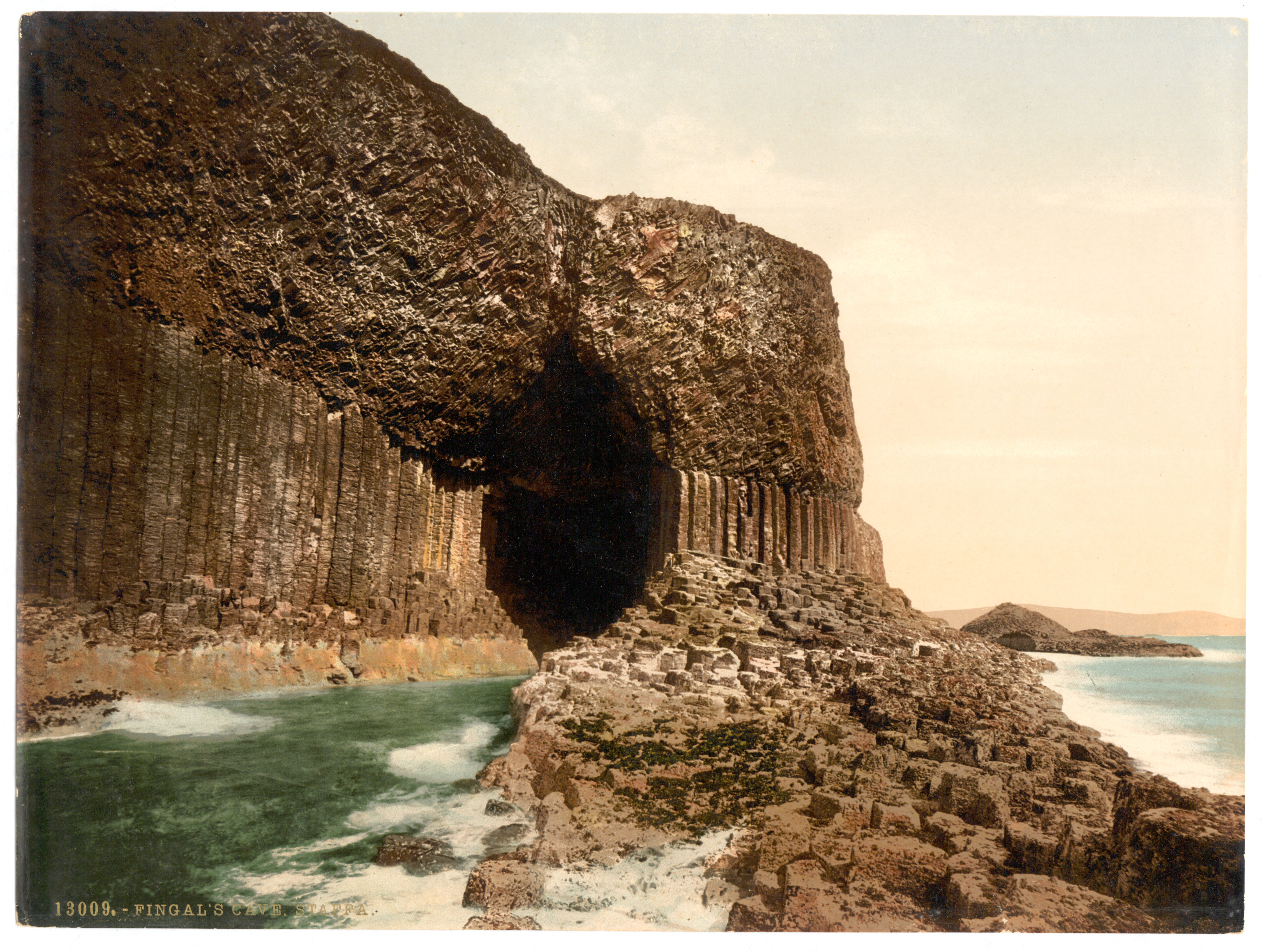
Impressió fotocroma de la Fingal's Cave de l'any 1900 durant la marea baixa.